# Deuterocopinae
De Deuterocopinae zijn een onderfamilie van vlinders uit de familie van de vedermotten (Pterophoridae).

## Geslachten
- Deuterocopus
- Heptaloba
- Hexadactilia
- Leptodeuterocopus